# (93048) 2000 SB7
(93048) 2000 SB7 là một tiểu hành tinh vành đai chính. Nó được phát hiện bởi Robert H. McNaught ở Reedy Creek Observatory ở Reedy Creek, Queensland, Australia, ngày 22 tháng 9 năm 2000.